# Кропивня (Жмеринський район)
Кропи́вня — село в Україні, у Шаргородській міській громаді Жмеринського району Вінницької області. Населення становить 83 особи.

## Історія
12 червня 2020 року відповідно до Розпорядження Кабінету Міністрів України № 707-р «Про визначення адміністративних центрів та затвердження територій територіальних громад Вінницької області» увійшло до складу Шаргородської міської громади.
19 липня 2020 року, в результаті адміністративно-територіальної реформи та ліквідації Шаргородського району, село увійшло до складу Жмеринського району Вінницької області.

## Географія
Селом протікає річка Безіменна, ліва притока Мурашки.
Поряд з селом на території Івашковецького лісництва знаходиться ботанічна пам'ятка природи місцевого значення Віковий дуб.